# Young, Rich & Dangerous
Young, Rich & Dangerous är Kris Kross tredje och sista studioalbum, utgivet den 9 januari 1996. Det producerades av Jermaine Dupri och utgavs på CD, LP, kassettband och minidisc.

## Låtlista
1. "Some Cut Up" – 1:45
2. "When the Homies Show Up" – 1:31
3. "Tonite's tha Night" – 3:16
4. "Interview" – 0:39
5. "Young, Rich and Dangerous" – 3:50
6. "Live and Die for Hip Hop" featuring Da Brat, Aaliyah, Jermaine Dupri & Mr. Black – 3:43
7. "Money, Power and Fame (Three Thangs Thats Necessities)" – 3:48
8. "It's a Group Thang" – 0:51
9. "Mackin' Ain't Easy" – 2:58
10. "Da Streets Ain't Right" – 3:00
11. "Hey Sexy" Featuring Chris Terry – 3:40
12. "Tonite's tha Night (Remix)" – 3:41